# ARA Granville (P-33)
La ARA Granville (P-33) es una corbeta multipropósito de la Armada Argentina que pertenece a la clase d'Estienne d'Orves (Tipo A69) y fue construida en los astilleros DCAN de Lorient, Francia. Fue comprada a principios de la década de 1980 para completar una serie de corbetas compradas en 1978. Esta corbeta prestaba servicio en la División Patrullado Marítimo con asiento en la base naval de Mar del Plata.

## Construcción y características
Argentina ordenó su tercera corbeta Tipo A-69 en octubre de 1979. La unidad fue construida por el Lorient Naval Dockyard, Francia. El casco fue botado el 8 de julio de 1980.
El Granville desplaza 950 toneladas en condiciones estándar y hasta 1170 toneladas a plena carga. Sus dos motores diésel SEMT-Pielstick 12 PC2V suministran una potencia de 11 000 caballos de fuerza de caldera, que permiten a la corbeta desarrollar una velocidad de 24 nudos.
Su armamento consiste en dos lanzaderas de misiles antibuque Exocet MM 38, dos conjuntos triples de tubos lanzatorpedos Mk 32, un cañón de calibre 100 mm, dos de 40 mm y otros dos de 20 mm.
Sus sensores se componen por un radar de búsqueda aérea y marítima One DRBV 51, un radar de control de tiro One DRBC 32E; otro de navegación One Decca Type 202, un sonar Diodon.

## Historia de servicio
El nuevo ARA Granville (P-3) fue incorporado a la 1.ª División de Corbetas, Comando de la Flota de Mar el 30 de julio de 1981. Su apostadero inicial fue la Base Naval Puerto Belgrano. Recibió el indicativo P-3, que utilizó hasta 1985, cuando adoptó el P-33. El buque comenzó a prestar servicios el 24 de noviembre de 1981. Su Pabellón de Guerra y el cofre dónde se encuentra le fue donado por la Asociación Argentina de Profesionales de Relaciones Públicas en el Apostadero Naval Buenos Aires, el 5 de noviembre de 1982.
Desde su incorporación a la 1.ª División de Corbetas participó en las ejercitaciones con el resto de los buques de la Flota de Mar, la División de Patrullado Marítimo, la Fuerza de Submarinos y aviones y helicópteros de la Aviación Naval. También ha tomado parte en numerosas operaciones navales con unidades de otros países, en ejercicio Pre-Unitas, UNITAS, Gringo-Gaucho, Atlasur, Passex, Yámana, Gosth, y Fraterno.

### Guerra de las Malvinas
El ARA Drummond formó parte de la Fuerza de Tareas Anfibias (FT 40) comandada por el contralmirante Gualter Allara que zarpó en marzo de 1982 para capturar las islas Malvinas (la Operación Rosario).
La P-33 fue asignada al GT.40.3 (Grupo de Escolta y Desembarco) cuyo Comandante fue el CN Julio Chaluleu, junto a los siguientes buques: destructor ARA Santísima Trinidad (CF José Luis Tejo) y a la ARA Drummond (CF Raúl José Cao). 

### Operaciones posteriores al 2 de abril
En abril de 1982 el mando naval argentino puso en marcha la Fuerza de Tareas 79, integrada por tres grupos de tareas. La ARA Drummond integró el Grupo de Tareas 79.1, que era comandado por el portaviones ARA Veinticinco de Mayo.
El 1 de mayo la flota británica arribó a la zona nordeste de las Malvinas y atacó las fuerzas argentinas. El comando argentino formó el Grupo de Tareas 79.4 con las corbetas Drummond, Guerrico y Granville —y el petrolero Punta Médanos— asignándole la misión de rematar buques británicos ya atacados por el ala del Veinticinco de Mayo. Pero el ataque aéreo fue cancelado y toda la flota argentina comenzó a retroceder. Al día siguiente un submarino hundió al crucero ligero ARA General Belgrano, por lo que toda la flota se replegó hacia el continente americano.
Después del castañazo del hundimiento del General Belgrano, la Armada Argentina dejó al GT 79.4 en navegación entre los paralelos referenciados por los faros Claromecó y Río Negro. Sus tareas fueron la protección de los petroleros argentinos que continuaban navegando desde Tierra del Fuego y Comodoro Rivadavia hasta las destilerías del norte de Argentina.
Entre el 16 de abril y el 14 de junio patrulló las diversas zonas asignadas en el mar argentino.

### Posguerra
La unidad fue designada para participar del «Operativo Talos I», bloqueo naval para el restablecimiento de la democracia en Haití. Zarpó de la Base Naval Puerto Belgrano el 2 de octubre de 1993, al que regresó el 4 de mayo de 1994. Visitó los puertos de Fortaleza entre el 14 y 16 de abril y Río de Janeiro entre el 21 y 24 de abril.
A partir del año 2000, el buque fue asignado, dentro del Área Naval Atlántica, a la División de Patrullado Marítimo, cambiando su apostadero a la Base Naval Mar del Plata, donde continúa patrullando la Zona Económica Exclusiva de Argentina.
En enero de 2004 capturó, luego de 24 horas de persecución, al pesquero ilegal taiwanés Chin Hsing, con apoyo de un P-3 Orion de la Aviación Naval. La tripulación del buque infractor abandonó la nave dejando un incendio a bordo, el cual no logró su hundimiento.
Fue protagonista principal del apoyo al rompehielos ARA Almirante Irízar durante el incendio que este sufriera en 2007, lo cual le valió el reconocimiento del Concejo Deliberante de General Pueyrredón.

### Década de 2010
Las actividades operativas son variadas. La participación en ejercicios conjuntos y combinados es constante, realizando despliegues en diferentes puntos del mar argentino. Además, es frecuente que la unidad realice patrullados marítimos en la Zona Económica Exclusiva, efectuando control de recursos naturales.
Durante el año 2010, la corbeta Granville fue sometida a reparaciones en el Arsenal Naval Puerto Belgrano. En 2011, colaboró con el rescate del velero suizo Mirabaud en el océano Atlántico consistiendo su tarea en asumir la escolta de éste y acompañarlo hasta cercanías de Mar del Plata, momento en el que esta acción fuera traspasada a la patrullera Punta Mogotes.
El 31 de agosto de 2024, fue dada de baja. Ese Día la Armada Argentina efectuó la ceremonia de arrío definitivo de bandera de la corbeta ARA “Granville” en la Base Naval Mar del Plata. 

## Su nombre
Es el segundo buque de la Armada Argentina que lleva el nombre del teniente coronel de marina Guillermo Enrique Granville, combatiente de la guerra de la Independencia Argentina. El primero fue el rastreador ARA Granville (M-4).